# 蒂耶普瓦勒
蒂耶普瓦勒（法語：Thiepval，法語發音：[tjɛpval]）是法国上法蘭西大區索姆省的一个市镇，属于佩罗讷区。

## 地理
蒂耶普瓦勒（50°3'16"N, 2°41'20"E）面积4.4 平方千米，位于法国上法蘭西大區索姆省，该省份为法国北部沿海省份，北起加来海峡省和北部省，西接滨海塞纳省和大西洋英吉利海峡，南至瓦兹省，东临埃纳省。
与蒂耶普瓦勒接壤的市镇（或旧市镇、城区）包括：格朗库尔、奥维莱尔-拉布瓦塞勒、欧蒂耶、昂克尔河畔博库尔、博蒙阿梅勒。

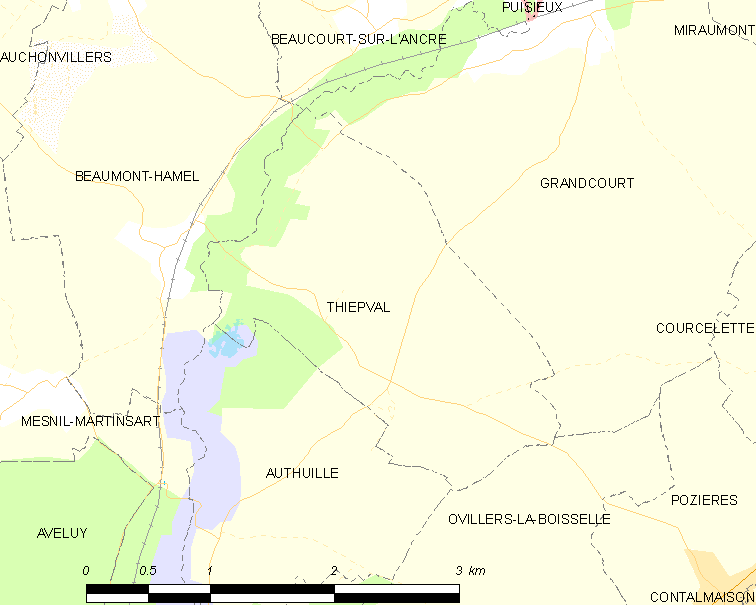
蒂耶普瓦勒的OSM定位图

蒂耶普瓦勒的时区为UTC+01:00、UTC+02:00（夏令时）。

## 行政
蒂耶普瓦勒的邮政编码为80300，INSEE市镇编码为80753。

## 政治
蒂耶普瓦勒所属的省级选区为阿尔贝县。

## 人口

1962-2008年间蒂耶普瓦勒人口变化图示

蒂耶普瓦勒于2022年1月1日时的人口数量为127人。